# Préaux (Seine-Maritime)
Préaux település Franciaországban, Seine-Maritime megyében. Lakosainak száma 1856 fő (2022. január 1.). Préaux Bois-l’Évêque, Fontaine-sous-Préaux, Quincampoix, Roncherolles-sur-le-Vivier, Saint-Jacques-sur-Darnétal, Servaville-Salmonville és La Vieux-Rue községekkel határos.

## Népesség
A település népességének változása:
| Lakosok száma | 1727 | 1803 | 1838 | 1812 | 1816 | 1836 | 1846 | 1863 | 1856 |
|               | 2013 | 2015 | 2016 | 2017 | 2018 | 2019 | 2020 | 2021 | 2022 |